# Christoffer Remmer
Christoffer Remmer (Hvidovre, 16 januari 1993) is een Deens voetballer die bij voorkeur als rechtsback speelt. Hij stroomde in 2012 door vanuit jeugd van FC Kopenhagen.

## Clubcarrière
Remmer speelde in de jeugd voor Hvidovre IF en FC Kopenhagen. Voorafgaand aan het seizoen 2012/13 werd hij samen met Andreas Cornelius en Jakob Busk in de eerste selectie van FC Kopenhagen opgenomen. Op 4 augustus 2012 debuteerde hij hiervoor in de Deense Superligaen, in de Blue Water Arena tegen Esbjerg fB. Hij was deze wedstrijd goed voor een assist op Martin Vingaard.
Remmer werd tweemaal landskampioen met Kopenhagen. Bij de eerste landstitel was zijn bijdrage weliswaar beperkt, maar in het seizoen 2015/16 kwam hij in zeventien competitiewedstrijden in actie. Remmer won ook tweemaal de Deense voetbalbeker (in 2015 en 2016). In 2015 kwam hij in de finale tegen FC Vestsjaelland bij de rust in voor Tom Høgli, in 2016 bleef hij in de finale tegen Aarhus GF op de bank. Ook in de finale van 2014, die Kopenhagen verloor van Aalborg BK, bleef Remmer de hele wedstrijd op de bank.
In augustus 2016 maakte Remmer de overstap naar de Noorse eersteklasser Molde FK. In zijn eerste tweeënhalf seizoen was hij er een vaste waarde, maar in het seizoen 2019 belandde hij er op een zijspoor. Na een driejarige passage bij de club ondertekende hij in juli 2019 een driejarig contract bij de Belgische tweedeklasser KVC Westerlo. Doordat Molde op het einde van het seizoen landskampioen werd, mocht Remmer nadien nog een derde landstitel op zijn palmares bijschrijven.

## Clubstatistieken
| Seizoen     | Club          | Competitie      | Competitie | Competitie | Competitie | Beker | Beker | Beker | Europa | Europa | Europa | Totaal | Totaal | Totaal |
| Seizoen     | Club          | Competitie      | Wed.       | Dlp.       | Ass.       | Wed.  | Dlp.  | Ass.  | Wed.   | Dlp.   | Ass.   | Wed.   | Dlp.   | Ass.   |
| ----------- | ------------- | --------------- | ---------- | ---------- | ---------- | ----- | ----- | ----- | ------ | ------ | ------ | ------ | ------ | ------ |
| 2012/13     | FC Kopenhagen | Superligaen     | 4          | 0          | 3          | 2     | 0     | 1     | 0      | 0      | 0      | 6      | 0      | 4      |
| 2013/14     | FC Kopenhagen | Superligaen     | 14         | 0          | 3          | 4     | 0     | 1     | 1      | 0      | 0      | 19     | 0      | 4      |
| 2014/15     | FC Kopenhagen | Superligaen     | 14         | 0          | 2          | 3     | 0     | 0     | 1      | 0      | 0      | 18     | 0      | 2      |
| 2015/16     | FC Kopenhagen | Superligaen     | 17         | 0          | 0          | 5     | 0     | 0     | 1      | 0      | 0      | 23     | 0      | 0      |
| 2016/17     | FC Kopenhagen | Superligaen     | 0          | 0          | 0          | 0     | 0     | 0     | 1      | 0      | 1      | 1      | 0      | 1      |
| Club Totaal | Club Totaal   | Club Totaal     | 49         | 0          | 8          | 14    | 0     | 2     | 4      | 0      | 1      | 67     | 0      | 11     |
| 2016        | Molde FK      | Eliteserien     | 9          | 0          | 0          | 0     | 0     | 0     | —      | —      | —      | 9      | 0      | 0      |
| 2017        | Molde FK      | Eliteserien     | 28         | 0          | 5          | 6     | 0     | 1     | —      | —      | —      | 34     | 0      | 6      |
| 2018        | Molde FK      | Eliteserien     | 24         | 0          | 1          | 2     | 0     | 2     | —      | —      | —      | 26     | 0      | 3      |
| 2019        | Molde FK      | Eliteserien     | 3          | 0          | 1          | 3     | 1     | 1     | 6      | 0      | 0      | 12     | 1      | 2      |
| Club Totaal | Club Totaal   | Club Totaal     | 64         | 0          | 7          | 11    | 1     | 4     | 6      | 0      | 0      | 81     | 1      | 11     |
| 2019/20     | KVC Westerlo  | Eerste Klasse B | 25         | 0          | 1          | 3     | 0     | 0     | —      | —      | —      | 28     | 0      | 1      |
| 2020/21     | KVC Westerlo  | Eerste Klasse B | 20         | 0          | 1          | 2     | 0     | 0     | —      | —      | —      | 22     | 0      | 1      |
| 2021/22     | KVC Westerlo  | Eerste Klasse B | 3          | 0          | 0          | 1     | 1     | 0     | —      | —      | —      | 4      | 1      | 0      |
| Club Totaal | Club Totaal   | Club Totaal     | 48         | 0          | 2          | 6     | 1     | 0     | 0      | 0      | 0      | 54     | 1      | 2      |
| 2022/23     | SönderjyskE   | 1.Division      | 7          | 0          | 0          | 1     | 0     | 0     | —      | —      | —      | 8      | 0      | 0      |
| Club Totaal | Club Totaal   | Club Totaal     | 7          | 0          | 0          | 1     | 0     | 0     | 0      | 0      | 0      | 8      | 0      | 0      |
| TOTAAL      | TOTAAL        | TOTAAL          | 168        | 0          | 17         | 32    | 2     | 6     | 10     | 0      | 1      | 210    | 2      | 24     |

## Interlandcarrière
Remmer kwam uit voor diverse Deense nationale jeugdelftallen. In 2013 debuteerde hij voor Denemarken -21.

## Erelijst
FC Kopenhagen
- Deens landskampioen

2012/13, 2015/16
- Deense voetbalbeker

2014/15, 2015/16
 Molde FK
- Noors landskampioen

2019
1 Bolat ·
2 Ortakaya ·
3 Haidara ·
4 Fixelles ·
5 Bos ·
7 Sayyadmanesh ·
9 Frigan ·
10 Devine ·
11 Gümüşkaya ·
13 Sakamoto ·
15 Sydorchuk ·
17 Smekens ·
18 Yow ·
19 Slimani ·
20 Gillekens ·
22 Reynolds ·
23 Seigers ·
25 Rommens ·
30 Van Langendonck ·
32 Jordanov ·
33 Neustädter ·
34 Haspolat ·
36 Youlley ·
39 Van den Keybus ·
40 Bayram ·
44 Vušković ·
46 Piedfort ·
47 Mebude ·
49 Placias ·
60 De Boeck ·
77 Alcócer ·
99 Jungdal ·
Coach: Simons